# Adam Joseph Maida
Adam Joseph Maida (sinh 1930) là một Hồng y người Hoa Kỳ của Giáo hội Công giáo Rôma. Ông hiện đảm nhận vai trò Hồng y Đẳng Linh mục Nhà thờ Ss. Vitale, Valeria, Gervasio e Protasio. Ông từng đảm nhiệm vai trò Tổng giám mục đô thành Tổng giáo phận Detroit trong suốt 19 năm, từ năm 1990 đến năm 2009.
Vốn là một giáo sĩ trong vai trò lãnh đạo giáo hội địa phương, ông từng đảm trách vai trò Giám mục chính tòa Giáo phận Green Bay (1983–1990) trước khi tiến đến trở thành Tổng giám mục Detroit và Tổng quản Giáo hội Công giáo tại Quần đảo Cayman; ông từng đảm nhiệm vai trò Giám quản Tông Tòa Giáo phận Grand Rapids, từ năm 2004 đến năm 2005. Ông được vinh thăng Hồng y ngày 26 tháng 11 năm 1994, bởi Giáo hoàng Gioan Phaolô II.

## Tiểu sử
Hồng y Adam Joseph Maida sinh ngày 18 tháng 3 năm 1930 tại East Vandergrift, bang Pennsylvania, Hoa Kỳ. Sau quá trình tu học dài hạn tại các cơ sở chủng viện theo quy định của Giáo luật, ngày 26 tháng 5 năm 1956, Phó tế Maida, 26 tuổi, tiến đến việc được truyền chức linh mục. Cử hành nghi thức truyền chức cho tân linh mục là giám mục John Francis Dearden, giám mục chính tòa Giáo phận Pittsburgh, Pennsylvania. Tân linh mục đồng thời cũng là thành viên linh mục đoàn Giáo phận Pittsburgh, Pennsylvania.
Sau 27 năm thi hành các công việc mục vụ với thẩm quyền và cương vị của một linh mục, ngày 1 tháng 11 năm 1983, Tòa Thánh loan tin Giáo hoàng đã quyết định tuyển chọn linh mục Adam Joseph Maida, 53 tuổi, gia nhập Giám mục đoàn Công giáo Hoàn vũ, với vị trí được bổ nhiệm là Giám mục chính tòa Giáo phận Green Bay, Wisconsin. Lễ tấn phong cho vị giám mục tân cử được tổ chức sau đó vào ngày 25 tháng 1 năm 1984, với phần nghi thức chính yếu được cử hành cách trọng thể bởi 3 giáo sĩ cấp cao, gồm chủ phong là Tổng giám mục Pio Laghi, Khâm sứ Tòa Thánh tại Hoa Kỳ; hai vị giáo sĩ còn lại, với vai trò phụ phong, gồm có giám mục Aloysius John Wycislo, Nguyên giám mục chính tòa Giáo phận Green Bay và Giám mục Vincent Martin Leonard, Nguyên giám mục chính tòa Giáo phận Pittsburgh. Tân giám mục chọn cho mình khẩu hiệu: FACERE OMNIA NOVA.
Sau khoảng thời gian 7 năm cai quản giáo phận Green Bay, Giám mục Maida được Tòa Thánh thăng Tổng giám mục, qua việc bổ nhiệm giám mục này làm Tổng giám mục đô thành Tổng giáo phận Detroit. Thông báo về việc bổ nhiệm này được công bố cách rộng rãi vào ngày 28 tháng 4 năm 1990. Tân Tổng giám mục đã đến cử hành các nghi thức nhận giáo phận sau đó vào ngày 12 tháng 6 cùng năm.
Bằng việc tổ chức công nghị Hồng y năm 1994 được cử hành chính thức vào ngày 26 tháng 11, Giáo hoàng Gioan Phaolô II đưa ra quyết định vinh thăng Tổng giám mục Adam Joseph Maida tước vị danh dự của Giáo hội Công giáo, Hồng y. Tân Hồng y thuộc Đẳng Hồng y Linh mục và Nhà thờ Hiệu tòa được chỉ định là Nhà thờ Ss. Vitale, Valeria, Gervasio e Protasio.
Từ ngày 14 tháng 7 năm 2000, ông đảm nhiệm thêm vai trò Tổng quản Công giáo Rôma tại Quần đảo Cayman. Trong một khoảng thời gian tương đối ngắn, từ ngày 16 tháng 5 năm 2004 đến ngày 21 tháng 6 năm 2005, ông kiêm nhiệm thêm vai trò Giám quản Tông Tòa Giáo phận Grand Rapids.
Ngày 5 tháng 1 năm 2009, Tòa Thánh chấp nhận đơn xin hồi hưu của ông, vì lý do tuổi tác theo Giáo luật.